# Monts-sur-Guesnes
Monts-sur-Guesnes – miejscowość i gmina we Francji, w regionie Nowa Akwitania, w departamencie Vienne.
Według danych na rok 1990 gminę zamieszkiwało 620 osób, a gęstość zaludnienia wynosiła 54 osób/km² (wśród 1467 gmin regionu Poitou-Charentes Monts-sur-Guesnes plasuje się na 477. miejscu pod względem liczby ludności, natomiast pod względem powierzchni na miejscu 754.).

## Współpraca
Miejscowość partnerska:
- Momignies, Belgia